# 순치
순치(順治, 1644년 ~ 1661년)는 청나라 세조(世祖) 순치제(順治帝)의 연호이다. 18년 가량 사용하였다. 이때 청나라가 중국 대륙으로 들어와 대륙을 통치하기 시작하였으므로, 청나라 최초의 정통 연호이다.

## 개원
- 숭덕(崇德) 8년 8월 26일[1](그레고리력 1643년 10월 8일)에 연호를 순치(順治)라 정하고, 다음 해 1월 1일[2](그레고리력 1644년 2월 8일)에 개원함.[3][4][5]

- 순치(順治) 18년 1월 9일[6](그레고리력 1661년 2월 7일)에 연호를 강희(康熙)로 정하고, 다음 해 1월 1일[7](그레고리력 1662년 2월 18일)에 개원함.[8][9][5][10]

## 연대 대조표
| 순치 | 서기(西紀) | 간지(干支) | 명나라 연호 남명 연호           |
| 원년 | 1644년     | 갑신(甲申) | 숭정(崇禎) 17년                 |
| 2년  | 1645년     | 을유(乙酉) | 홍광(弘光) 원년 융무(隆武) 원년 |
| 3년  | 1646년     | 병술(丙戌) | 융무 2년                        |
| 4년  | 1647년     | 정해(丁亥) | 영력(永曆) 원년                 |
| 5년  | 1648년     | 무자(戊子) | 영력 2년                        |
| 6년  | 1649년     | 기축(己丑) | 영력 3년                        |
| 7년  | 1650년     | 경인(庚寅) | 영력 4년                        |
| 8년  | 1651년     | 신묘(辛卯) | 영력 5년                        |
| 9년  | 1652년     | 임진(壬辰) | 영력 6년                        |
| 10년 | 1653년     | 계사(癸巳) | 영력 7년                        |
| 순치 | 서기(西紀) | 간지(干支) | 남명 연호                       |
| 11년 | 1654년     | 갑오(甲午) | 영력(永曆) 8년                  |
| 12년 | 1655년     | 을미(乙未) | 영력 9년                        |
| 13년 | 1656년     | 병신(丙申) | 영력 10년                       |
| 14년 | 1657년     | 정유(丁酉) | 영력 11년                       |
| 15년 | 1658년     | 무술(戊戌) | 영력 12년                       |
| 16년 | 1659년     | 기해(己亥) | 영력 13년                       |
| 17년 | 1660년     | 경자(庚子) | 영력 14년                       |
| 18년 | 1661년     | 신축(辛丑) | 영력 15년                       |

## 동시대 연호

### 중국
명(明)
- 숭정(崇禎) (1628년 ~ 1644년)

남명(南明)
- 의흥(義興) (1644년)
- 홍광(弘光) (1645년)
- 융무(隆武) (1645년 ~ 1646년)
- 감국로(監國魯) (1645년 ~ 1653년)
- 정무(定武) (1646년 ~ 1663년)
- 영력(永曆) (1647년 ~ 1661년)
- 동무(東武) (1648년)

대순(大順)
- 영창(永昌) (1644년 ~ 1645년)

대서(大西)
- 대순(大順) (1644년 ~ 1646년)

중국(기타)
- 유수분(劉守分) 천정(天定) (1644년)
- 진상행(秦尚行) 중흥(重興) (1644년)
- 호수룡(胡守龍) 청광(清光) (1645년)
- 장이순(蔣爾恂) 중흥(中興) (1647년)
- 장근당(張近堂) 천정(天正) (1648년)
- 소유당(蕭惟堂) 천순(天順) (1661년)

### 베트남
후 레 왕조(後黎朝)
- 푹타이(福泰) (1643년 ~ 1649년)
- 카인득(慶德) (1649년 ~ 1653년)
- 틴득(盛德) (1653년 ~ 1658년)
- 빈토(永壽) (1658년 ~ 1662년)

막 왕조(莫朝)
- 투언득(順德) (1638년 ~ 1661년)
- 빈쓰엉(永昌) (1661년 ~ 1680년)

### 일본
- 간에이(寬永) (1624년 ~ 1644년)
- 쇼호(正保) (1644년 ~ 1648년)
- 게이안(慶安) (1648년 ~ 1652년)
- 조오(承應) (1652년 ~ 1655년)
- 메이레키(明曆) (1655년 ~ 1658년)
- 만지(萬治) (1658년 ~ 1661년)
- 간분(寬文) (1661년 ~ 1673년)

## 같이 보기
- 중국의 연호 목록